# Polydactylus siamensis
Polydactylus siamensis és una espècie de peix pertanyent a la família dels polinèmids.

## Descripció
- El mascle pot arribar a fer 27,4 cm de llargària màxima i la femella 25,2.
- Cos amb 7 o 8 ratlles fosques al llarg de les fileres d'escates que té sobre la línia lateral.
- 5 filaments pectorals moderadament llargs.
- Mandíbula superior de grans dimensions.
- La línia lateral no es ramifica i s'estén a l'extrem superior del lòbul inferior de l'aleta caudal.[5][6][7]

## Hàbitat
És un peix marí, demersal i de clima tropical (18°N-6°N, 92°E-102°E).

## Distribució geogràfica
Es troba a l'Índic oriental: Bangkok, Songkhla i Província de Phuket (Tailàndia).

## Observacions
És inofensiu per als humans.